# 남양주동곡초등학교
남양주동곡초등학교는 대한민국 경기도 남양주시 금곡동에 있는 공립 초등학교이다 현재 6학년 2학급 5학년 1학급 4학년 2학급 3학년 1학급 2학년 2학급 1학년 2학급이며 한 반에 평균 16명이 있으며 1학급은 거의 24명이 다 된다.

## 학교 연혁
- 1996년 9월 30일: 개교
- 2026년 9월 30일: 개교 30주년

## 참고 자료
- 남양주동곡초등학교 - 한국교육학술정보원 학교알리미